# Парреньо, Хосе Хулиан
Хосе́ Хулиа́н Парре́ньо (исп. José Julián Parreño; 11 декабря 1728, Гавана — 1 ноября 1785, Рим) — кубинский проповедник.
В 1745 году вступил в орден иезуитов, изучал философию и богословие в Мехико, затем был в Мексике миссионером, проповедуя преимущественно неграм. В 1767 году, после изгнания иезуитов, поселился в Италии.
Парреньо считается реформатором церковной оратории. Из других его сочинений необходимо отметить «Письмо гаванским хозяевам о добром обращении с чёрными рабами» (исп. «Carta a los Señores habaneros, sobre el buen trato de los negros esclavos»; Рим, год не указан).
Жизнеописание Парреньо оставлено его товарищем по изгнанию Андресом Каво (лат. «De vita Josephi Juliani Parrenni Havanensis»; Рим, 1792).